# Richard Glatzer
Richard Glatzer (Nova Iorque, 28 de janeiro de 1952 — Los Angeles, 10 de março de 2015) foi um roteirista e cineasta norte-americano.